# Inventario nacional de acuíferos de Chile

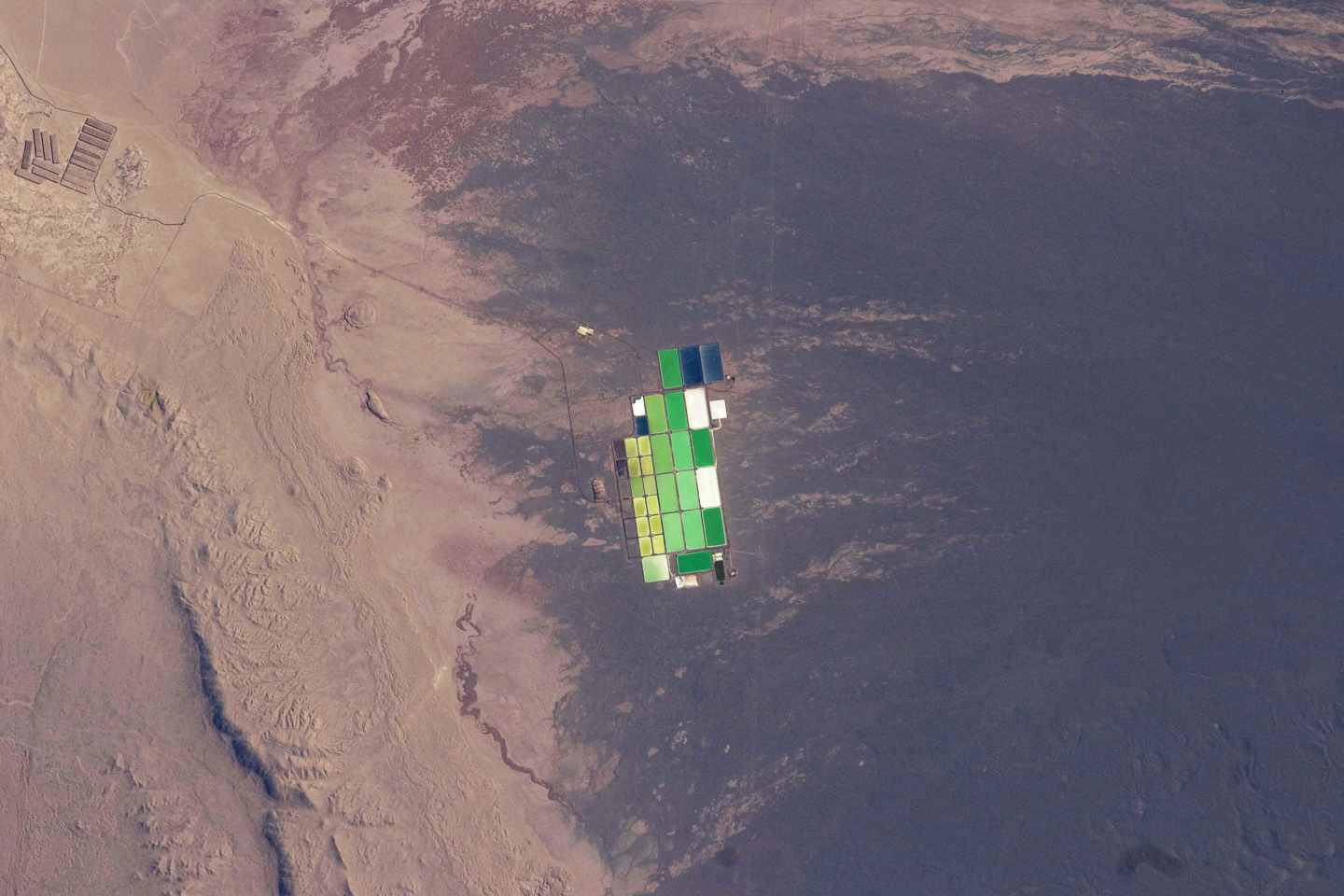
Un caso especial de explotación de aguas subterráneas es la obtención de yodo en el desierto de Atacama. En este caso la "contaminación" del agua con yodo es deseada y explotada económicamente. El agua extraída de las profundidades del desierto es evaporada en las piscinas por la radiación solar dejando el producto yodo.

El inventario nacional de acuíferos es una publicación de la Dirección General de Aguas (DGA) del Ministerio de Obras Públicas de Chile destinada a informar sobre el estado de las aguas subterráneas en el territorio de la república, en cumplimiento las tareas que le impone la ley al ministerio. 
La última edición es la de 2017, accesible a través del centro de información de recursos naturales.
Existe además una publicación de 2022 con datos geodésicos de los acuíferos que está disponible en la mapoteca digital de la institución.

## Necesidad
Las aguas almacenadas por la naturaleza bajo el nivel de la superficie constituyen un recurso estratégico de gran valor, pueden encontrarse potencialmente a lo largo del país y frente a los cambios climáticos que se avecinan se hace necesario el conocimiento y la comprensión de los procesos geológicos para la explotación, administración y regulación del recurso.
En general, el volumen de agua almacenada en un acuífero, es la variable más difícil de estimar en el ciclo del agua. No se puede observar ni medir, solo se hacen estimaciones considerando otras variables. No solo el volumen sino también la recarga y descarga del acuífero puede ser solo estimada a través de las permeabilidades, variaciones del nivel estático y por supuesto las variables climáticas.: 63 
Un acuífero se puede delimitar de varias maneras:: 45 ff 
- Sectorización mediante la proyección de los límites de las cuencas hidrológicas en la profundidad. El método tiene dos aplicaciones:
  - Uso de la cartografía existente. Es fácilmente aplicable en el fondo de los valles, pero en algunos casos repetirá los errores hechos al fijar los límites de la cuenca por la imprecisión en los mapas. Es el método usado en general para los acuíferos de este inventario.
  - Acuíferos en roca
- Identificación de rellenos de origen diverso con diferente permeabilidad (alta, media, baja). Este método es difícil de aplicar por la falta de información necesaria en grandes áreas.
- Comprobar la existencia de barreras hidrogeológicas, es decir lugares puntuales que por alguna razón afectan de manera relevante los cursos subterráneos de agua.
- Se define una zona como acuífero posteriormente porque de hecho se han instalado tantas captaciones que obliga su declaración para poder administrar. La declaración no se basa en criterios científicos.

## Acuíferos y sectores hidrogeológicos de aprovechamiento común (SHAC) por regiones
No existe uniformidad en la definición de acuíferos en Chile. Diferentes estudios determinan diferentes nombres y áreas. El presente inventario tiene la ventaja de pretender ser un registro más general, aunque no incluye todas las regiones de Chile.
Las tablas con nombres de acuíferos han sido obtenidas desde la obra citada anteriormente, Inventario Nacional de Acuíferos de 2017. En esa publicación aparecen dos capítulos, el primero a partir de la página 14, con las regiones de Chile, sus acuíferos y en la tercera columna los SHACs en que se ha subdividido el acuífero.
El siguiente capítulo, a partir de la página 24, muestra "Fichas de Acuíferos por Región". Para cada región, una tabla muestra el acuífero, la cantidad de "sectores" (SHACs?), el área del sector y el área total del acuífero. A continuación, muestra un mapa de la respectiva región con los acuíferos en letras grandes y los sectores acuíferos en letras más pequeñas, en ambos casos con un trasfondo para sobresaltar los nombres.
Para facilitar la transcripción, suponemos que "sector" significa "sector hidrogeológico de aprovechamiento común" y presentamos solo un tabla por región.
Los mapas que aparecen en la publicación están protegidos por la ley de propiedad intelectual y no pueden ser copiados. Los mapas que aparecen al lado derecho de este artículo han sido elaborados a partir de información geodésica aportada por archivos shapefile disponibles en la mapoteca de la DGA. Sin embargo, los nombres de los SHACs no coinciden totalmente con los de la publicación del inventario y solo pueden ser considerados como aproximaciones a los datos del inventario.

### Arica y Parinacota
| Acuífero   | SHAC       | Área SHAC [km²] |
| ---------- | ---------- | --------------- |
| Azapa      | Azapa      | 340,6           |
| Concordia  | Concordia  | 717,1           |
| Lluta Alto | Lluta Alto | 2464,3          |
| Lluta Bajo | Lluta Bajo | 973,8           |

der

En la imagen de la derecha se ven los sectores hidrogeológicos de aprovechamiento común en la Región de Arica y Parinacota según una shapefile publicada en la mapoteca de la Dirección General de Aguas del Ministerio de Obras Públicas de Chile para el año 2022. En rojo las cuencas hidrográficas o ítems del inventario de cuencas de Chile. El SHAC "Lluta Alto" no aparece en la shapefile y fue agregado por Wikipedia.
El SHAC Río Camarones pertenece parcialmente a la Región de Arica y Parinacota, pero no esta enlistado en el inventario.

### Tarapacá
| Acuífero            | SHAC                | Área SHAC [km²] | |
| ------------------- | ------------------- | --------------- | --- |
| Pampa del Tamarugal | Pampa del Tamarugal | 4.845,1         | Según un informe DGA de 1996 el acuífero Pampa del Tamarugal abastece de agua potable a la ciudad de Iquique desde la zona de Canchones con 12 puntos de captación más 2 de emergencia. |
| Pampa del Tamarugal | Pica                | 1.240,2         | Según un informe DGA de 1996 el acuífero Pampa del Tamarugal abastece de agua potable a la ciudad de Iquique desde la zona de Canchones con 12 puntos de captación más 2 de emergencia. |
| Salar de Coposa     | Salar de Coposa     | 1.111,1         | |
| Salar de Llamara    | Salar de Llamara    | 8.831,7         | |
| Salar Sur Viejo     | Salar Sur Viejo     | 1.093,5         | |

der

En la imagen a la derecha se ven los SHACs en la Región de Tarapacá y norte de Antofagasta, según una shapefile de la Dirección General de Aguas de 2022. En rojo las cuencas hidrográficas o ítems del inventario de cuencas de Chile. Los nombres en verde son de los sectores hidrogeológicos de aprovechamiento común definidos por la DGA.

### Antofagasta
| Acuífero                     | SHAC                         | Área SHAC [km²] |
| ---------------------------- | ---------------------------- | --------------- |
| Aguas Blancas                | Aguas Blancas                | 1.099,5         |
| Aguas Blancas                | Pampa Buenos Aires           | 3.750,8         |
| Aguas Blancas                | Rosario                      | 921,8           |
| Salar de Elvira-Laguna Seca  | Salar de Elvira-Laguna Seca  | 1.740,7         |
| Salar Punta Negra            | Salar Punta Negra            | 4.233,5         |
| Sico Mucar                   | Sico                         | 542,1           |
| Sico Mucar                   | Mucar                        | 834,7           |
| Sierra Gorda                 | Sierra Gorda                 | 11.528,6        |
| Salar de Atacama             | A                            | 737,2           |
| Salar de Atacama             | A1                           | 2.053,0         |
| Salar de Atacama             | A2                           | 1.783,8         |
| Salar de Atacama             | B                            | 178,3           |
| Salar de Atacama             | B1                           | 2.044,8         |
| Salar de Atacama             | C                            | 177,7           |
| Salar de Atacama             | C1                           | 1.736,9         |
| Salar de Atacama             | C2                           | 2.656,4         |
| Salar de Atacama             | N                            | 1.678,5         |
| Salar de Atacama             | N1                           | 4.239,7         |
| Inacalirí                    | Ojos San Pedro               | 751,4           |
| Inacalirí                    | Pampa Peineta                | 145,8           |
| Salares Navidad y Mar Muerto | Salares Navidad y Mar Muerto | 6.779,8         |
| Quebrada Pan de Azúcar       | Quebrada Pan de Azúcar       | 5.713,8         |

der

En la imagen a la derecha se ven los SHACs en la Región de Antofagasta según una shapefile de la Dirección General de Aguas de 2022. En rojo las cuencas hidrográficas o ítems del inventario de cuencas de Chile. Los nombres en verde son de los sectores hidrogeológicos de aprovechamiento común definidos por la DGA. Pampa Peineta no aparece en el mapa.

### Atacama
| Acuífero                   | SHAC                                  | Área SHAC [km²] | Recarga (l/s) |
| -------------------------- | ------------------------------------- | --------------- | ------------- |
| Caldera                    | Caldera                               | 1.584,7         |               |
| Carrizal: 33               | Llano de Challe                       | 506,4           | 25,8          |
| Carrizal: 33               | Llanos de Algarrobal y La Jaula       | 940,9           | 49,6          |
| Carrizal: 33               | Llanos Chacritas y Las Campanas       | 342,7           | 22,1          |
| Cerro Agua de Morales      | Cerro Agua de Morales                 | 89,9            |               |
| Cerro Blanco               | Cerro Blanco                          | 380,8           |               |
| Cerro del Obispo           | Cerro del Obispo                      | 116,2           |               |
| Cerro Encache              | Cerro Encache                         | 177,0           |               |
| Copiapó                    | Sector 1 Aguas Arriba Embalse Lautaro | 6.653,9         |               |
| Copiapó                    | Sector 2 Embalse Lautaro- La Puerta   | 859,6           |               |
| Copiapó                    | Sector 3 La Puerta-Mal Paso           | 1.439,3         |               |
| Copiapó                    | Sector 4 Mal Paso- Copiapó            | 1.753,8         |               |
| Copiapó                    | Sector 5 Copiapó-Piedra Colgada       | 826,1           |               |
| Copiapó                    | Sector 6 Piedra Colgada-Angostura     | 844,3           |               |
| La Laguna                  | La Laguna                             | 468,2           |               |
| Laguna de Las Parinas      | Laguna de Las Parinas                 | 99,6            |               |
| Laguna del Negro Francisco | Laguna del Negro Francisco            | 906,8           |               |
| Laguna Verde               | Laguna Verde                          | 1.062,7         |               |
| Lagunas Bravas             | Lagunas Bravas                        | 375,0           |               |
| Lagunas del Jilguero       | Lagunas del Jilguero                  | 114,5           |               |
| Piedra Pómez               | Piedra Pómez                          | 862,4           |               |
| Quebrada Ánimas Viejas     | Quebrada Ánimas Viejas                | 282,6           |               |
| Quebrada del Morado        | Quebrada del Morado                   | 1.435,8         |               |
| Quebrada Flamenco          | Quebrada Flamenco                     | 2.185,9         |               |
| Quebrada La Rosa           | Quebrada La Rosa                      | 116,3           |               |
| Quebrada Los Maranceles    | Quebrada Los Maranceles               | 112,0           |               |
| Quebrada Pan de Azúcar     | Quebrada Pan de Azúcar                | 5.713,8         |               |
| Quebrada Peralillo         | Quebrada Peralillo                    | 734,2           |               |
| Río Salado                 | Río Salado                            | 7.653,1         |               |
| Salar Agua Amarga          | Salar Agua Amarga                     | 461,8           |               |
| Salar Azufrera             | Salar Azufrera                        | 245,2           |               |
| Salar de Aguilar           | Salar de Aguilar                      | 592,9           |               |
| Salar de Gorbea            | Salar de Gorbea                       | 349,6           |               |
| Salar de La Isla           | Salar de La Isla                      | 737,2           |               |
| Salar de Las Parinas       | Salar de Las Parinas                  | 602,2           |               |
| Salar de Los Infieles      | Salar de Los Infieles                 | 304,0           |               |
| Salar de Maricunga         | Salar de Maricunga                    | 2.191,8         |               |
| Salar de Pedernales        | Salar de Pedernales Norte             | 1.499,7         |               |
| Salar de Pedernales        | Salar de Pedernales Sur               | 2.079,1         |               |
| Salar de Piedra Parada     | Salar de Piedra Parada                | 375,6           |               |
| Salar de Wheelwright       | Salar de Wheelwright                  | 292,0           |               |
| Salar Grande               | Salar Grande                          | 780,1           |               |
| Huasco                     | El Tránsito                           | 4.111,4         |               |
| Huasco                     | Embalse Santa Juana                   | 336,6           |               |
| Huasco                     | Freirina Alto                         | 157,3           |               |
| Huasco                     | Freirina Bajo                         | 269,2           |               |
| Huasco                     | Huasco Desembocadura                  | 204,8           |               |
| Huasco                     | Río del Carmen                        | 2.951,3         |               |
| Huasco                     | Vallenar Alto                         | 1.355,0         |               |
| Huasco                     | Vallenar Bajo                         | 431,0           |               |

der

En cuanto al SHAC Carrizal, existe un informe de la DGA que 
En la imagen a la derecha se ven los SHACs en la Región de Atacama según una shapefile de la Dirección General de Aguas de 2022. En rojo las cuencas hidrográficas o ítems del inventario de cuencas de Chile. Los nombres en verde son de los sectores hidrogeológicos de aprovechamiento común definidos por la DGA.

### Coquimbo
| Acuífero            | SHAC                        | Área SHAC [km²] |
| ------------------- | --------------------------- | --------------- |
| Choapa              | Canela                      | 1.371,7         |
| Choapa              | Chalinga                    | 593,0           |
| Choapa              | Choapa Alto                 | 2.277,2         |
| Choapa              | Choapa Bajo                 | 469,8           |
| Choapa              | Choapa Medio                | 896,3           |
| Choapa              | Illapel                     | 2.027,5         |
| Culebrón Lagunillas | Culebrón                    | 172,9           |
| Culebrón Lagunillas | Lagunillas                  | 523,1           |
| Culebrón Lagunillas | Peñuelas                    | 89,1            |
| Elqui               | Claro                       | 1.514,7         |
| Elqui               | Elqui Alto                  | 949,9           |
| Elqui               | Elqui Bajo                  | 276,1           |
| Elqui               | Elqui Medio                 | 1.401,5         |
| Elqui               | Santa Gracia                | 1.086,7         |
| Elqui               | Serena Norte                | 377,7           |
| Elqui               | Turbio                      | 4.118,8         |
| Limarí              | Cogotí                      | 756,5           |
| Limarí              | Combarbalá                  | 404,3           |
| Limarí              | El Ingenio                  | 553,6           |
| Limarí              | Guatulame                   | 778,7           |
| Limarí              | Higuerilla                  | 288,7           |
| Limarí              | Limarí Desembocadura        | 228,7           |
| Limarí              | Punitaqui                   | 1.282,1         |
| Limarí              | Quebrada Grande             | 250,1           |
| Limarí              | Río Grande                  | 2.332,6         |
| Limarí              | Río Pama                    | 442,6           |
| Limarí              | Río Ponio                   | 496,6           |
| Limarí              | Río Rapel                   | 827,5           |
| Limarí              | Río Limarí                  | 783,4           |
| Limarí              | Río Hurtado                 | 2.279,6         |
| Los Choros          | Los Choros Bajos            | 343,2           |
| Los Choros          | Playa Los Choros            | 303,0           |
| Los Choros          | Los Choros Altos            | 402,1           |
| Los Choros          | Punta Colorada              | 451,0           |
| Los Choros          | Tres Cruces                 | 2.688,6         |
| Quilimarí           | Aguas arriba Embalse Culimo | 225,4           |
| Quilimarí           | El Ajial                    | 52,1            |
| Quilimarí           | El Llano                    | 7,8             |
| Quilimarí           | Guanguali                   | 62,3            |
| Quilimarí           | Infiernillo                 | 145,4           |
| Quilimarí           | Los Cóndores                | 51,3            |
| Quilimarí           | Los Maquis                  | 18,7            |
| Quilimarí           | Pangalillo                  | 47,0            |
| Quilimarí           | Quilimarí                   | 131,7           |

der

En la imagen a la derecha se ven los SHACs en la Región de Coquimbo según una shapefile de la Dirección General de Aguas de 2022. En rojo las cuencas hidrográficas o ítems del inventario de cuencas de Chile. Los nombres en verde son de los sectores hidrogeológicos de aprovechamiento común definidos por la DGA.
Un informe del Consejo Nacional de Riego de 2016 señala que en el acuífero Quilimarí se debe suspender la entrega de nuevos derechos en los sectores Pangalillo (volumen sutentable 126.144 m³/año), Los Cóndores (567.648), Guangualí (567.648), El Ajial (1.040.687), Los Maquis (378.432) y Quilimarí (3.878.927) debido a que se cumplen las condiciones previstas para la prohibición. Los sectores El Llano (63.072) e Infiernillo(756.863) están en el límite.: IV-148 

### Valparaíso
| Acuífero                                       | SHAC                                       | Área SHAC [km²] |
| ---------------------------------------------- | ------------------------------------------ | --------------- |
| Aconcagua                                      | Acuífero 1 - San Felipe                    | 3.328,3         |
| Aconcagua                                      | Acuífero 2 -Putaendo                       | 1.358,4         |
| Aconcagua                                      | Acuífero 3 -Panquehue                      | 112,1           |
| Aconcagua                                      | Acuífero 4 - Catemu                        | 457,9           |
| Aconcagua                                      | Acuífero 5 - Llay Llay                     | 326,7           |
| Aconcagua                                      | Acuífero 6 - Nogales - Higueras (Hijuelas) | 687,3           |
| Aconcagua                                      | Acuífero 7 - Quillota                      | 346,5           |
| Aconcagua                                      | Acuífero 8 - Aconcagua Desembocadura       | 150,3           |
| Aconcagua                                      | Acuífero 9 - Limache                       | 545,1           |
| Algarrobo                                      | Algarrobo                                  | 59,2            |
| Casablanca                                     | Estero Casablanca Desembocadura            | 164,8           |
| Casablanca                                     | La Vinilla - Casablanca                    | 103,9           |
| Casablanca                                     | Lo Orozco                                  | 24,2            |
| Casablanca                                     | Lo Ovalle                                  | 48,8            |
| Casablanca                                     | Los Perales                                | 36,0            |
| Catapilco                                      | Estero Catapilco                           | 231,8           |
| Catapilco                                      | Estero La Canela                           | 58,8            |
| Catapilco                                      | La Laguna                                  | 17,1            |
| Concon                                         | Concon                                     | 12,8            |
| Curauma                                        | Curauma                                    | 27,9            |
| El Tabo                                        | El Tabo                                    | 21,1            |
| Estero Cachagua                                | Estero Cachagua                            | 18,7            |
| Estero Cartagena                               | Cartagena-Zárate                           | 106,1           |
| Estero Cartagena                               | La Viña                                    | 69,9            |
| Estero Cartagena                               | Las Cruces                                 | 33,1            |
| Estero Cartagena                               | Las Palmas                                 | 27,4            |
| Estero El Membrillo                            | Estero El Membrillo                        | 97,3            |
| Estero El Pangal                               | Estero El Pangal                           | 35,6            |
| Estero El Rosario                              | Estero El Rosario                          | 255,6           |
| Estero El Sauce                                | Estero El Sauce                            | 112,8           |
| Estero Huaquén                                 | Estero Huaquén                             | 163,1           |
| Estero Laguna Verde                            | Estero Laguna Verde                        | 204,1           |
| Estero Las Salinas Sur                         | Estero Las Salinas Sur                     | 6,4             |
| Estero Los Molles                              | Estero Los Molles                          | 79,8            |
| Estero Papudo                                  | Estero Papudo                              | 49,0            |
| Estero Puchuncaví                              | Estero Puchuncaví                          | 110,2           |
| Estero San Jerónimo                            | Estero San Jerónimo                        | 137,0           |
| Estero San José                                | Estero San José                            | 21,7            |
| Estero Viña del Mar                            | Estero Viña del Mar                        | 424,1           |
| Horcón                                         | Horcón                                     | 18,2            |
| La Ligua Declarado área de restricción 2004: 4 | Sector 5 - Estero Alicahue                 | 532,5           |
| La Ligua Declarado área de restricción 2004: 4 | Sector 6 - Río La Ligua Oriente            | 338,5           |
| La Ligua Declarado área de restricción 2004: 4 | Sector 7 - Río La Ligua Cabildo            | 195,9           |
| La Ligua Declarado área de restricción 2004: 4 | Sector 8 - Río La Ligua Pueblo             | 235,0           |
| La Ligua Declarado área de restricción 2004: 4 | Sector 9 - Estero Los Ángeles              | 523,6           |
| La Ligua Declarado área de restricción 2004: 4 | Sector 11 - Río La Ligua Costa             | 103,1           |
| La Ligua Declarado área de restricción 2004: 4 | Sector 12 Estero Patagua                   | 125,6           |
| Petorca Declarado área de restricción 1997: 4  | Sector 1 - Río Pedernal                    | 337,1           |
| Petorca Declarado área de restricción 1997: 4  | Sector 2 - Estero Las Palmas               | 454,7           |
| Petorca Declarado área de restricción 1997: 4  | Sector 3 - Río del Sobrante                | 327,9           |
| Petorca Declarado área de restricción 1997: 4  | Sector 4 - Río Petorca Poniente            | 508,0           |
| Petorca Declarado área de restricción 1997: 4  | Sector 10 - Río Petorca Oriente            | 354,5           |
| Punta Gallo                                    | Punta Gallo                                | 15,8            |
| Punta Pichicuy                                 | Punta Pichicuy                             | 23,1            |
| Quintay                                        | Quintay                                    | 47,7            |
| Quintero                                       | Estero Pucalán                             | 150,4           |
| Quintero                                       | Estero Mantagua                            | 26,0            |
| Quintero                                       | Dunas de Quintero                          | 70,5            |
| Reñaca                                         | Sector Reñaca                              | 35,5            |
| Rocas de Santo Domingo                         | Rocas de Santo Domingo                     | 79,6            |
| Rocas El Caracol                               | Rocas El Caracol                           | 17,4            |
| Rocas Pichidangui                              | Rocas Pichidangui                          | 14,5            |
| Rocas Playas Los Molles                        | Rocas Playas Los Molles                    | 11,5            |
| Rocas Punta Curaumilla                         | Rocas Punta Curaumilla                     | 16,9            |
| Rocas Punta La Ligua                           | Rocas Punta La Ligua                       | 10,2            |
| Rocas Punta Panul                              | Rocas Punta Panul                          | 3,9             |
| Rocas Zapallar                                 | Rocas Zapallar                             | 15,2            |
| San Antonio                                    | San Antonio                                | 12,4            |
| Valparaíso                                     | Valparaíso                                 | 58,2            |
| Maipo Desembocadura                            | Maipo Desembocadura                        | 350,3           |

### Región Metropolitana
| Acuífero    | SHAC                 | Área SHAC [km²] |
| ----------- | -------------------- | --------------- |
| Maipo       | Buin                 | 334,9           |
| Maipo       | Chacabuco - Polpaico | 663,6           |
| Maipo       | Chicureo             | 116,1           |
| Maipo       | Cholqui              | 257,1           |
| Maipo       | Codegua              | 402,7           |
| Maipo       | Colina Inferior      | 148,5           |
| Maipo       | Colina Superior      | 225,9           |
| Maipo       | Colina Sur           | 115,5           |
| Maipo       | El Monte             | 664,1           |
| Maipo       | La Higuera           | 204,9           |
| Maipo       | Lampa                | 265,3           |
| Maipo       | Las Gualtatas        | 133,3           |
| Maipo       | Lo Barnechea         | 45,4            |
| Maipo       | Melipilla            | 288,6           |
| Maipo       | Paine                | 348,2           |
| Maipo       | Pirque               | 548,9           |
| Maipo       | Popeta               | 331,2           |
| Maipo       | Puangue Alto         | 672,5           |
| Maipo       | Puange Bajo          | 292,5           |
| Maipo       | Puangue Medio        | 623,6           |
| Maipo       | Santiago Central     | 980,1           |
| Maipo       | Santiago Norte       | 299,1           |
| Maipo       | Titil                | 428,6           |
| Maipo       | Vitacura             | 31,6            |
| Yali        | Las Diucas           | 92,9            |
| Yali        | San Pedro            | 38,6            |
| Yali        | San Vicente          | 62,9            |
| Yali        | Yali Alto            | 127,6           |
| Yali        | Yali Medio           | 48,2            |
| Yali        | Yali Bajo El Prado   | 401,6           |
| Maitenlahue | Maitenlahue          | 166,4           |

### Libertador General Bernardo O'Higgins
| Acuífero                             | SHAC                                       | Área SHAC [km²] |
| ------------------------------------ | ------------------------------------------ | --------------- |
| Río Rapel bajo junta Estero Rosario  | Río Rapel bajo junta Estero Rosario        | 141,1           |
| Río Rapel antes junta Estero Rosario | Río Rapel antes junta Estero Rosario       | Sin Información |
| Alhué                                | Estero Alhué                               | 985,5           |
| Alhué                                | Embalse Rapel                              | 20,0            |
| Alhué                                | Estero Las Palmas                          | 372,5           |
| Alhué                                | Orilla Embalse Rapel Norte                 | 13,0            |
| Alhué                                | Orilla Embalse Rapel Sur                   | 64,0            |
| Altos de Rapel                       | Altos de Rapel                             | 9,4             |
| Cachapoal                            | Doñihue-Coinco-Coltauco                    | 357,3           |
| Cachapoal                            | Graneros-Rancagua                          | 774,5           |
| Cachapoal                            | Laguna San Vicente                         | 246,1           |
| Cachapoal                            | Olivar                                     | 157,6           |
| Cachapoal                            | Pelequén-Malloa-San Vicente de Tagua Tagua | 278,8           |
| Cachapoal                            | Peumo-Pichidegua-Las Cabras                | 340,7           |
| Cachapoal                            | Requinoa-Rosario-Rengo-Quinta Tilcoco      | 711,8           |
| Caleta Matanzas                      | Caleta Matanzas                            | 10,1            |
| Estero El Rosario                    | Estero El Rosario                          | 210,7           |
| Estero Navidad                       | Estero Navidad                             | 51,3            |
| Estero Quillay                       | Estero Quillay                             | 97,3            |
| Laguna de Cahuil                     | Laguna de Cahuil                           | 99,0            |
| Las Quebradas                        | Las Quebradas                              | 180,4           |
| Nilahue                              | Estero Lolol                               | 457,8           |
| Nilahue                              | Estero Pumanque                            | 189,5           |
| Nilahue                              | Estero Quiahue                             | 277,5           |
| Nilahue                              | Nilahue antes de Quiahue                   | 141,5           |
| Nilahue                              | Nilahue Bajo                               | 162,4           |
| Nilahue                              | Nilahue en Santa Teresa                    | 112,8           |
| Paredones                            | Estero Paredones                           | 149,3           |
| Paredones                            | Laguna Bucalemu                            | 73,2            |
| Polcura                              | Polcura                                    | 32,1            |
| Punta Tuman                          | Punta Tuman                                | 11,3            |
| Pupuya                               | Pupuya                                     | 50,1            |
| San Antonio                          | San Antonio                                | 99,0            |
| San Antonio                          | Pichilemu                                  | 9,8             |
| San Antonio                          | Quebrada Honda                             | 97,2            |
| San Miguel                           | San Miguel                                 | 63,8            |
| Tinguiririca                         | Cadenas de Marchigüe                       | 258,0           |
| Tinguiririca                         | Cadenas Yerbas Buenas                      | 223,8           |
| Tinguiririca                         | El Monte                                   | 163,4           |
| Tinguiririca                         | San Fernando                               | 696,4           |
| Tinguiririca                         | Tinguiririca Inferior                      | 942,2           |
| Tinguiririca                         | Tinguiririca Superior                      | 927,1           |
| Tinguiririca                         | Chimbarongo                                | 574,8           |
| Topocalma                            | Caleta Topocalma                           | 21,3            |
| Topocalma                            | Estero Hidango                             | 116,8           |
| Topocalma                            | Estero Topocalma                           | 393,8           |
| Estero San Pedro                     | Estero San Pedro                           | 244,4           |
| Estero San Pedro                     | Laguna Boyeruca                            | 48,6            |

### Maule
| Acuífero               | SHAC                          | Área SHAC [km²] |
| ---------------------- | ----------------------------- | --------------- |
| Esteros Belco y Arenal | Esteros Belco y Arenal        | 250,5           |
| Mataquito              | Mataquito                     | 1.677,2         |
| Mataquito              | Teno Lontué                   | 4.730,0         |
| Maule Medio            | Maule Medio Norte             | 3.210,4         |
| Maule Medio            | Maule Medio Sur               | 7.868,6         |
| Cauquenes              | Cauquenes                     | 1.568,3         |
| Vichuquén              | Vichuquén                     | 623,2           |
| Nilahue Alto           | Nilahue Alto                  | 298,8           |
| Playa Junquillos       | Playa Junquillos (Junquillar) | 1.089,0         |
| Los Puercos            | Los Puercos                   | 618,6           |
| Maule bajo             | Maule Bajo                    | 1.043,9         |
| Dunas de Chanco        | Dunas de Chanco               | 1.219,2         |
| Purapel                | Purapel                       | 795,5           |
| Cauquenes Alto         | Cauquenes Alto                | 80,9            |
| Pelluhue               | Pelluhue                      | 651,2           |
| Maule Alto             | Maule Alto                    | 5.727,6         |

### Ñuble
(ver Biobío)

### Biobío
| Acuífero        | SHAC            | Área SHAC [km²] |
| --------------- | --------------- | --------------- |
| Ñuble           | Ñuble           | 2.355,1         |
| Ñuble           | Changaral       | 7.868,6         |
| Cobquecura      | Cobquecura      | 571,5           |
| Chanco Alto     | Chanco Alto     | 77,0            |
| Itata Inferior  | Itata Inferior  | 1.933,9         |
| Pingueral       | Pingueral       | 605,8           |
| Río Andalién    | Río Andalién    | 799,6           |
| Itata Superior  | Itata Superior  | 4.544,7         |
| Ñuble Alto      | Ñuble Alto      | 1.814,9         |
| Biobío Inferior | Biobío Inferior | 1.305,6         |
| Río Laja        | Río Laja        | 1.837,8         |
| Laguna del Laja | Laguna del Laja | 2.755,5         |
| Quiapo          | Quiapo          | 627,7           |
| Nahuelbuta      | Nahuelbuta      | 1.263,4         |
| Lebu            | Lebu            | 859,8           |
| Taboleo         | Taboleo         | 1.306,2         |
| Biobío Medio    | Biobío Medio    | 5.101,4         |
| Biobío Superior | Biobío Superior | 2.013,9         |
| Lanalhue        | Lanalhue        | 1.853,9         |
| Lleulleu        | Lleulleu        | 1.169,7         |

### La Araucanía
| Acuífero           | SHAC               | Área SHAC [km²] |
| ------------------ | ------------------ | --------------- |
| Purén              | Purén              | 1.329,4         |
| Río Vergara        | Río Vergara        | 2.818,1         |
| Río Renaico        | Río Renaico        | 1.531,7         |
| Cholchol           | Cholchol           | 1.912,8         |
| Ríos Colpi Quillen | Ríos Colpi Quillen | 2.517,3         |
| Cautín             | Cautín             | 5.608,2         |
| Alto Biobío        | Alto Biobío        | 5.594,8         |
| Imperial Bajo      | Imperial Bajo      | 322,0           |
| Lago Budi          | Lago Budi          | 649,0           |
| Toltén Bajo        | Toltén Bajo        | 964,3           |
| Toltén Medio       | Toltén Medio       | 2.066,1         |
| Toltén Alto        | Toltén Alto        | 6.097,8         |

### Los Ríos
| Acuífero          | SHAC              | Área SHAC [km²] |
| ----------------- | ----------------- | --------------- |
| Mehuein           | Mehuein           | 543,1           |
| Río Cruces        | Río Cruces        | 3.380,6         |
| Loncoyen          | Loncoyen          | 187,7           |
| Valdivia Superior | Valdivia Superior | 2.991,5         |
| Valdivia Alto     | Valdivia Alto     | 362,7           |
| Río Calle-Calle   | Río Calle-Calle   | 2.381,5         |
| Valdivia Inferior | Valdivia Inferior | 1.314,2         |
| Colún             | Colún             | 667,4           |
| Bueno Inferior    | Bueno Inferior    | 721,6           |
| Río Bueno         | Río Bueno         | 3.567,1         |
| Bueno Superior    | Bueno Superior    | 5.878,1         |

### Los Lagos
| Acuífero        | SHAC            | Área SHAC [km²] |
| --------------- | --------------- | --------------- |
| Bahía Mansa     | Bahía Mansa     | 1.900,8         |
| Rahue           | Rahue           | 5.048,6         |
| Llico           | Llico           | 1.608,6         |
| Lago Llanquihue | Lago Llanquihue | 1.634,5         |
| Petrohué        | Petrohué        | 2.786,6         |
| Río Maullín     | Río Maullín     | 3.378,5         |
| Lago Chapo      | Lago Chapo      | 1.353,5         |
| Cochamó         | Cochamó         | 398,0           |
| Puelo           | Puelo           | 3.082,2         |
| Hornopirén      | Hornopirén      | 1.361,1         |
| Ancud           | Ancud           | 1.397,8         |
| Piuchén         | Piuchén         | 743,2           |
| Chepu           | Chepu           | 1.078,8         |
| Castro          | Castro          | 666,8           |
| Huillinco       | Huillinco       | 1.748,2         |
| Quellón         | Quellón         | 2.765,9         |
| Comau           | Comau           | 782,9           |
| Huequi          | Huequi          | 783,3           |
| Vodudahue       | Vodudahue       | 891,1           |
| Río Huellas     | Río Huellas     | 97,0            |
| Río Punitauquen | Río Punitauquen | 181,6           |
| Reñihue         | Reñihue         | 945,5           |
| Río Blanco      | Río Blanco      | 430,6           |
| Río Chaitén     | Río Chaitén     | 233,0           |
| Río Yelcho      | Río Yelcho      | 2.212,2         |
| Río Daye        | Río Daye        | 451,8           |
| Río Futaleufú   | Río Futaleufú   | 1.944,2         |
| Río Corcovado   | Río Corcovado   | 899,8           |
| Río Canef       | Río Canef       | 536,2           |
| Río Tictoc      | Río Tictoc      | 835,6           |
| Río Palena      | Río Palena      | 2.574,5         |

### Aysén
Sin Información.

### Magallanes
| Acuífero          | SHAC              | Área SHAC [km²] |
| ----------------- | ----------------- | --------------- |
| Punta Arenas      | Punta Arenas      | 1.316,0         |
| Continental Norte | Continental Norte | 9.713,0         |
| Tierra del Fuego  | Tierra del Fuego  | 7.803,6         |